# Dentex macrophthalmus
Dentex macrophthalmus és un peix teleosti de la família dels espàrids i de l'ordre dels perciformes.

## Morfologia
Pot arribar als 65 cm de llargària total.

## Distribució geogràfica
Es troba a les costes de l'Atlàntic oriental (des de Portugal fins a Namíbia, incloent-hi Cap Verd i les Illes Canàries) i de la Mediterrània.